# Brilhante F.C.
Brilhante F.C. foi uma série de televisão de drama brasileira coproduzida e transmitida pela TV Brasil e pela Nickelodeon Brasil. Estreou em 23 de maio de 2011 e terminou em 22 de agosto de 2011 na primeira emissora, enquanto que na segunda emissora estreou em 2 de setembro de 2013 e terminou em 18 de setembro de 2013. A série foi escrita por Rodrigo Castilho e Claudio Yosida, com direção administrada conjuntamente por Kiko Ribeiro, Luís Pinheiro e Zaracla. Foi produzida pela Mixer.
Brilhante F.C. estreou na TV Cultura em 1 de dezembro de 2013 e concluiu seu ciclo de transmissão em 23 de fevereiro de 2014.

## Enredo
Brilhante F.C. gira em torno da vida de cinco jovens que se reúnem para formar o primeiro time feminino de futebol em Santa Rita do Sapucaí, zona rural de Minas Gerais. Juntas, elas lidam com o preconceito e as dificuldades de lidar com um time sem recursos monetários e auxílio estatal numa cidade do interior. Enquanto isso, cada uma lida com seus próprios problemas pessoais, como escolha de religião, puberdade, relacionamentos amorosos e trabalhos escolares.

## Produção
O projeto foi filmado durante um período de quatro meses em Santa Rita do Sapucaí, Minas Gerais. Para servir como set de filmagens, a produtora teve que elaborar uma infraestrutura específica dentro da cidade, que colaborou com a economia local; empregos foram gerados através do recrutamento de 102 técnicos e profissionais do mercado, 24 atores e 547 figurantes.

## Elenco e personagens
Embora a série apresente um extenso elenco de personagens de diversos significados, a obra se concentra predominantemente em seis personagens principais:

### Rita
Tem 14 anos, e desde pequena adora jogar futebol. Mesmo assim ela cresceu com todos a sua volta dizendo que meninas não devem jogar. Agora adolescente, ela finalmente tem a chance de mostrar seu talento ao participar de um torneio de futebol feminino. O problema é que essa chance vem bem no momento em que sua vida passa por muitas outras transformações. Mesmo sendo uma líder natural e sua presença fazer a diferença no campo e nos meios onde circula, Rita vai viver grandes dificuldades para lidar com tudo a sua volta. Rita é interpretada por Priscila Lima.

### Jessy
Jessy é o apelido em inglês de Jaciara, que tem 16 anos e é loira de olhos azuis. Depois de passar anos morando nos Estados Unidos com os pais, ela acabou de voltar para morar provisoriamente com sua madrinha Mazé, mãe de Rita. Jessy é independente, arrogante e competitiva. Nos Estados Unidos, costumava meter-se em situações arriscadas com os amigos. Jessy é interpretada por Julia Foti.

### Giovana
Tem 18 anos e é prima de Rita. Vaidosa, está sempre “quase” na moda. É a adolescente mais convencional do time. É a melhor e mais fiel amiga de Rita. Para ela, o futebol sempre foi uma maneira de se divertir junto com a prima e encara o time mais como uma extensão da amizade do que como um meio de realização pessoal. Giovana é interpretada por Lívia Stacciarini.

### Formiga
Seu nome de batismo é Franciele. Tem 15 anos, mas aparenta bem menos. É a arma secreta do Brilhante F.C. Tem um talento natural incrível para o futebol e consegue realizar jogadas que deixam todos de queixo caído. Sonha em ser uma jogadora profissional de destaque. Formiga é interpretada por Fernanda Dias Neves.

### Raquel
Tem 15 anos, e é filha de religiosos. Mora na zona rural do município, longe da escola e da casa das outras meninas. Adora estar em grupo, mas sofre com a rigidez de seu pai. Aprendeu a jogar bola em casa. No entanto, seu pai não quer que ela jogue futebol, temendo que isso a afaste dos caminhos corretos de Deus. Raquel é interpretada por Suellen Arrabal da Silva.

### Mazé
É a mãe de Rita e madrinha de Jessy. Mazé quer que a filha faça uma prova muito importante mas Rita usa o dinheiro da prova para jogar futebol. Rita tenta de tudo para conseguir o dinheiro, e quando consegue, vão jogar. No primeiro jogo elas quase se atrasam e vão correndo para o vestiário, enquanto Mazé fica para assinar os documentos do time e acaba escrevendo que ela é treinadora do time e escolhe Brilhante F.C como nome da equipe. Mazé é interpretada por Lillian de Lima.

## Episódios
| N.º | Título                   | Transmissão (TV Brasil) | Transmissão (Nickelodeon) | Transmissão (TV Cultura) |
| --- | ------------------------ | ----------------------- | ------------------------- | ------------------------ |
| 1   | "Hora de Jogar Bola"     | 23 de maio de 2011      | 2 de setembro de 2013     | 1 de dezembro de 2013    |
| 2   | "Extensão"               | 30 de maio de 2011      | 3 de setembro de 2013     | 8 de dezembro de 2013    |
| 3   | "Marcação Homem-a-Homem" | 6 de junho de 2011      | 4 de setembro de 2013     | 15 de dezembro de 2013   |
| 4   | "Pênalti"                | 13 de junho de 2011     | 5 de setembro de 2013     | 22 de dezembro de 2013   |
| 5   | "Impedimento"            | 20 de junho de 2011     | 6 de setembro de 2013     | 29 de dezembro de 2013   |
| 6   | "Contra-Ataque"          | 27 de junho de 2011     | 9 de setembro de 2013     | 5 de janeiro de 2014     |
| 7   | "Reversão"               | 4 de julho de 2011      | 10 de setembro de 2013    | 12 de janeiro de 2014    |
| 8   | "Jogo Estratégico"       | 11 de julho de 2011     | 11 de setembro de 2013    | 16 de janeiro de 2014    |
| 9   | "Jogadora do Ano"        | 18 de julho de 2011     | 12 de setembro de 2013    | 25 de janeiro de 2014    |
| 10  | "Cama de Gato"           | 26 de julho de 2011     | 13 de setembro de 2013    | 2 de fevereiro de 2014   |
| 11  | "Luta do Capitão"        | 1 de agosto de 2011     | 16 de setembro de 2013    | 9 de fevereiro de 2014   |
| 12  | "Siga Seu Coração"       | 8 de agosto de 2011     | 17 de setembro de 2013    | 16 de fevereiro de 2014  |
| 13  | "A Eliminatória"         | 22 de agosto de 2011    | 18 de setembro de 2013    | 23 de fevereiro de 2014  |